# Danvikskanalen
Le canal de Danvik (en suédois : Danvikskanalen) est un canal traversant le 
dans le centre-ouest de Stockholm en Suède.

## Description
Le canal Danvik est un canal entre le lac Hammarby sjö et le lac Saltsjön dans le quartier de Södermalm.
Le canal de Danvik fait partie du chenal Hammarbyleden, dont la mise en œuvre a été décidée en 1914 par le conseil municipal de Stockholm.
Les travaux de construction du canal ont commencé en 1917 et se sont achevés en 1929.

## Histoire
La question d'une nouvelle voie navigable entre le lac Mälar et le lac Saltsjön a été étudiée par la ville de Stockholm pendant plusieurs années au début des années 1910.
La raison était que l'écluse de Nils Ericson de 1850 était considérée comme beaucoup trop petite pour gérer le trafic maritime croissant.
Avec la construction de la ligne ferroviaire Sammanbindningsbanan (sv) en 1871, le trafic ferroviaire traversait également l'ancien chenal de Söderström, ce qui entraînait des ouvertures de pont difficiles et obstructives.
L'objectif était également de permettre aux navires plus grands et plus profonds de passer par Stockholm pour se rendre dans la mer Baltique et en revenir.
Entre autres, Ekensbergs Varv à Gröndal a eu des difficultés à faire sortir des navires plus grands du lac Mälaren vers la mer Baltique.
Plusieurs propositions ont été soumises, mais ce qui a finalement été accepté était un tracé de canal à travers le lac Hammarby et Årstaviken.
Le 25 mai 1914, un mois avant le déclenchement de la Première Guerre mondiale, la ville de Stockholm décida qu'une nouvelle voie navigable via Liljeholmsviken, Årstaviken et le lac Hammarby serait construite. Les conditions de la décision étaient que les navires avec un tirant d'eau de 5,5 mètres puissent passer le Hammabyleden prévu, et que la ligne principale occidentale soit déviée et acheminée sur un pont élevé (les futurs ponts d'Årsta) au-dessus d'Årstaviken à Årsta Holmar.

## Galerie

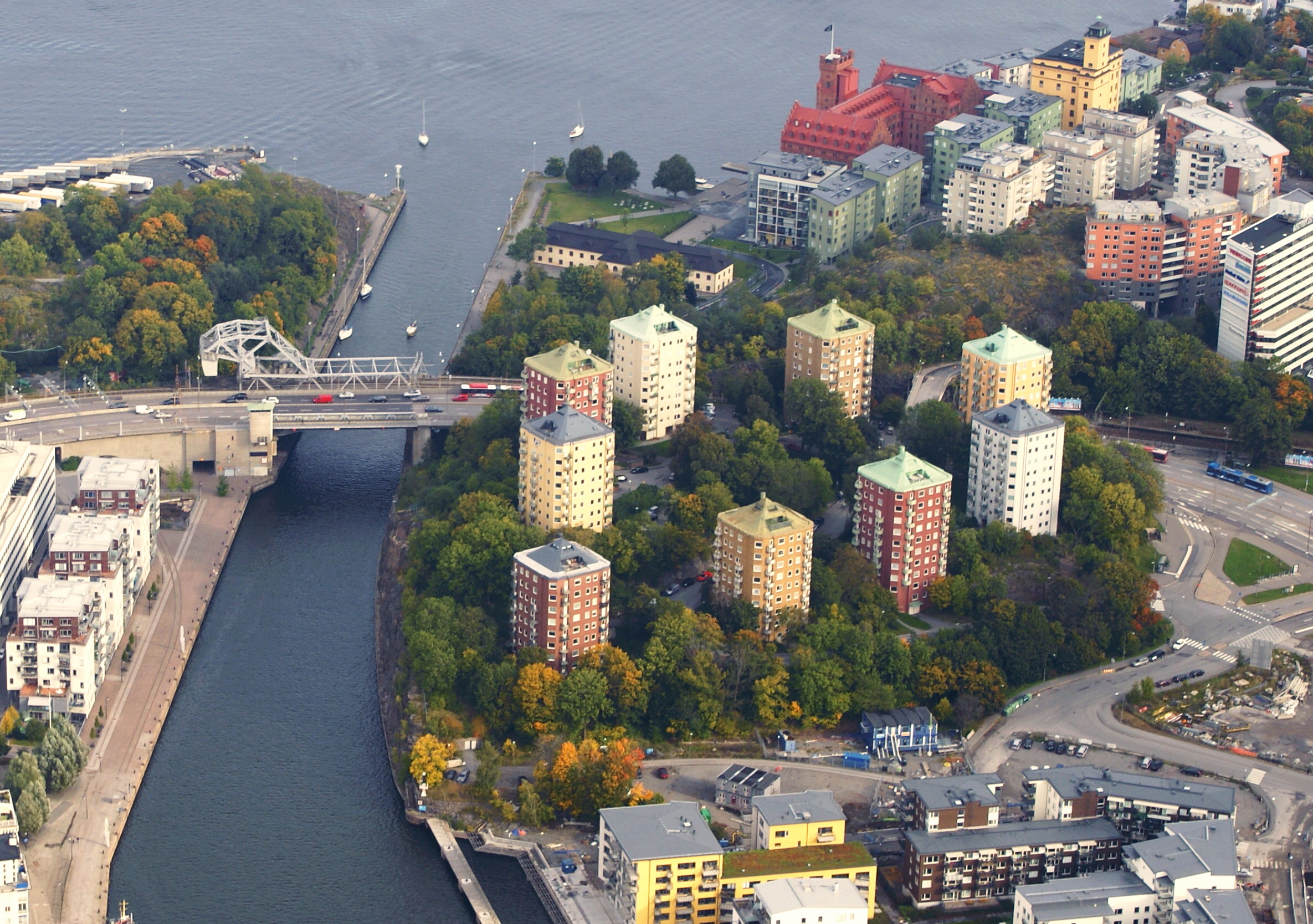
Danviksbron, Danvikskanalen et Danviksklippan 2012.
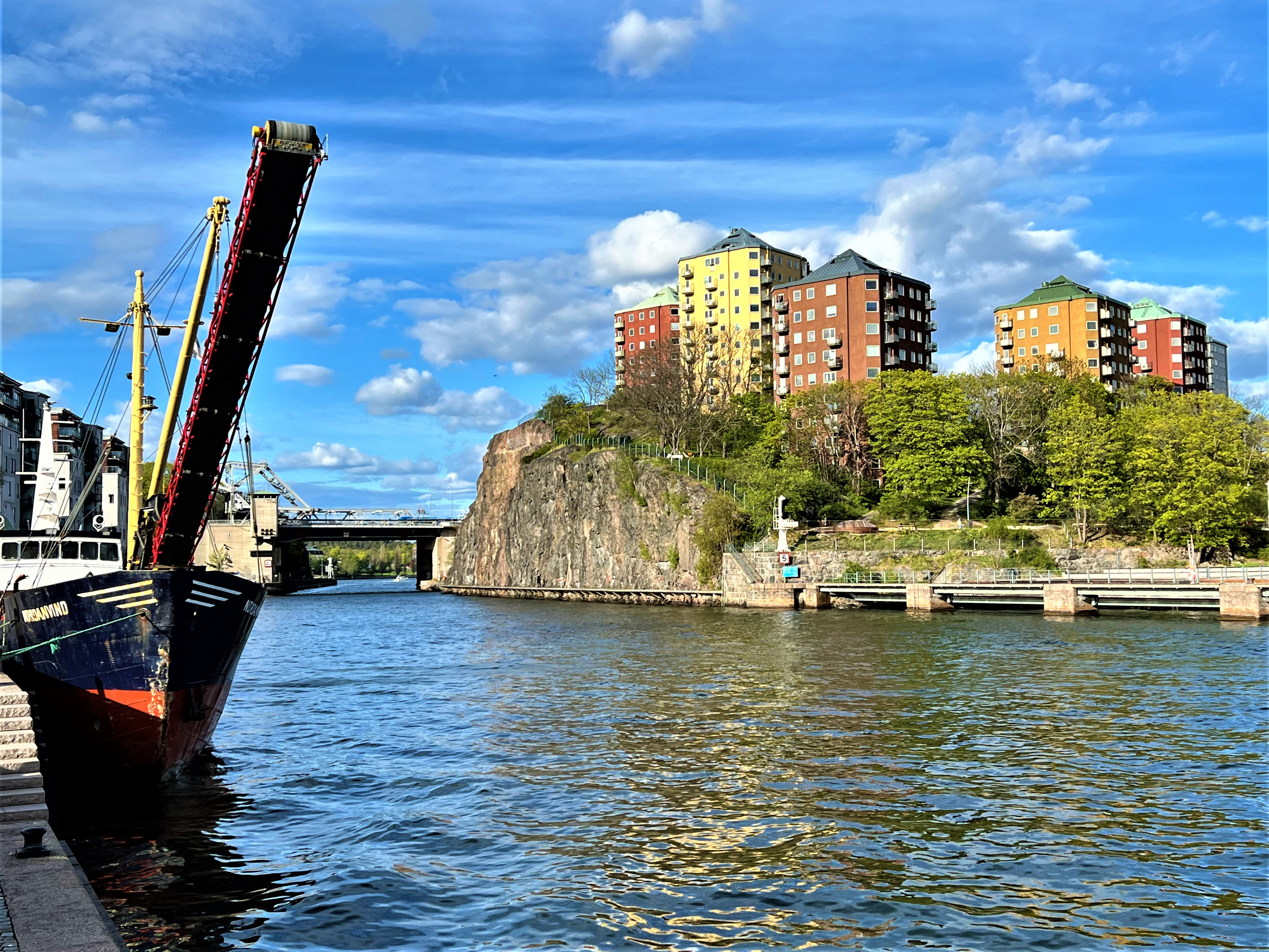
Danvikskanalen et Danviksklippan.
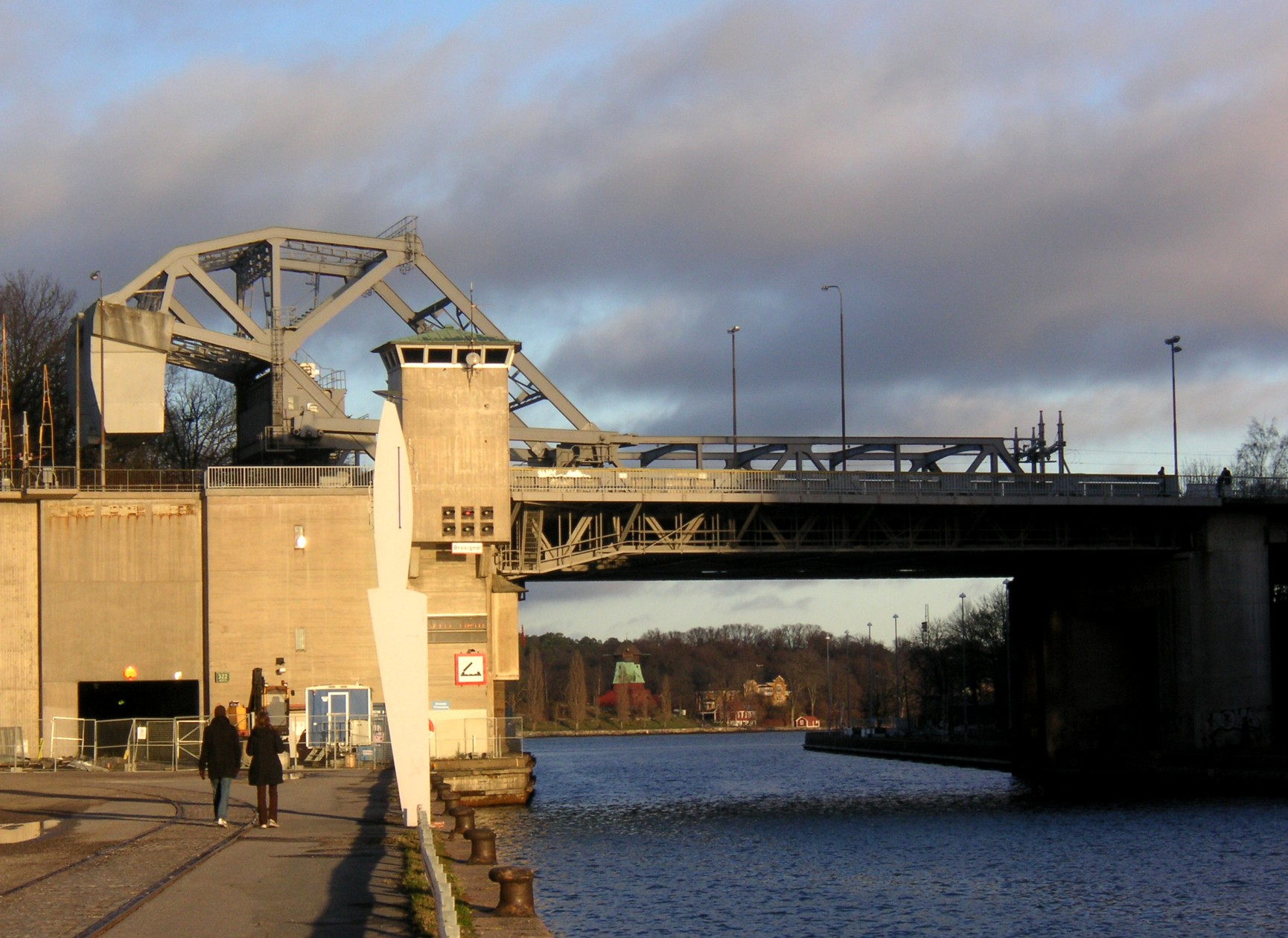
Danvikskanalen, vue sous le Danviksbron en 2006.
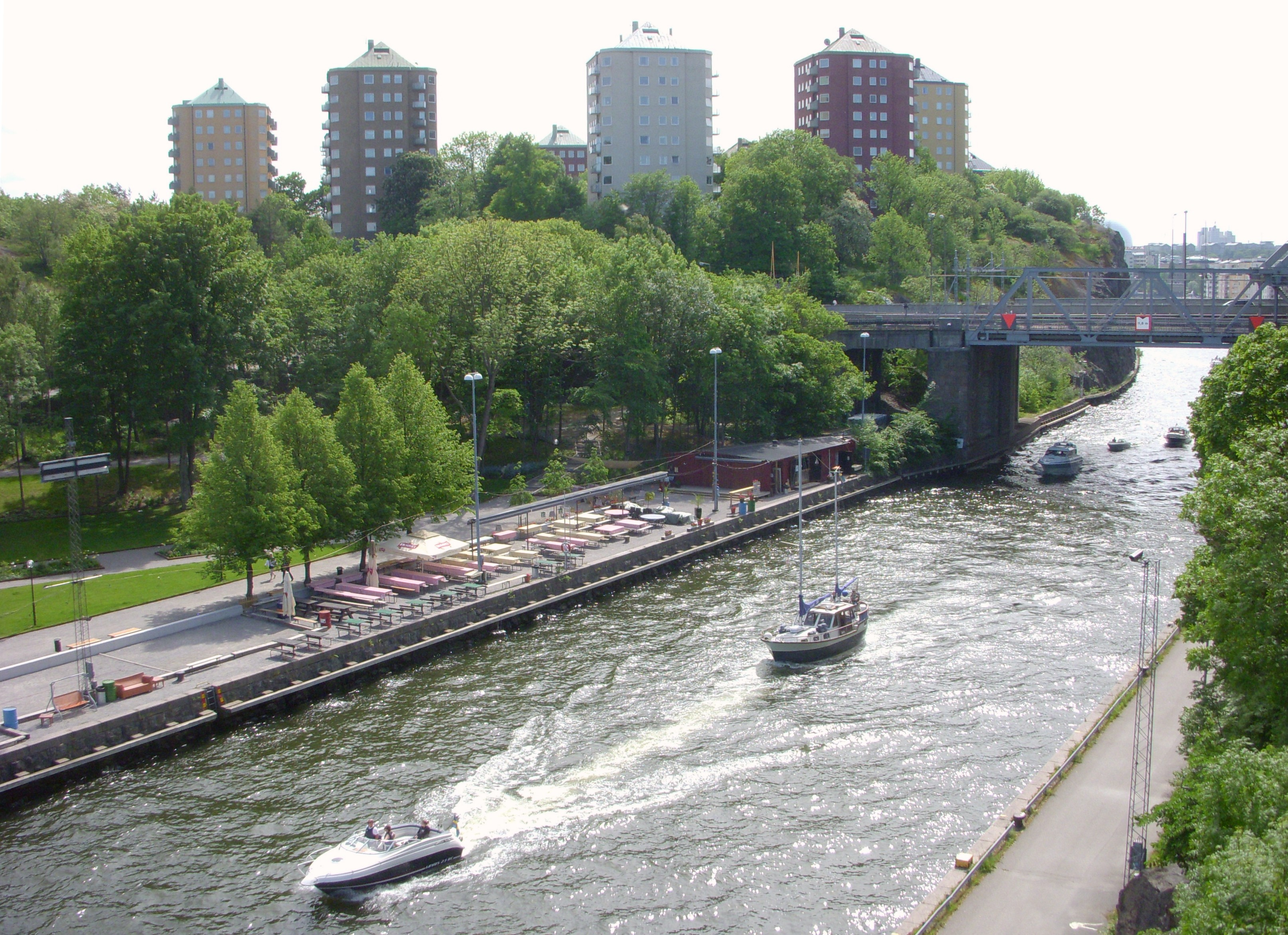
Danvikskanalen en 2011.

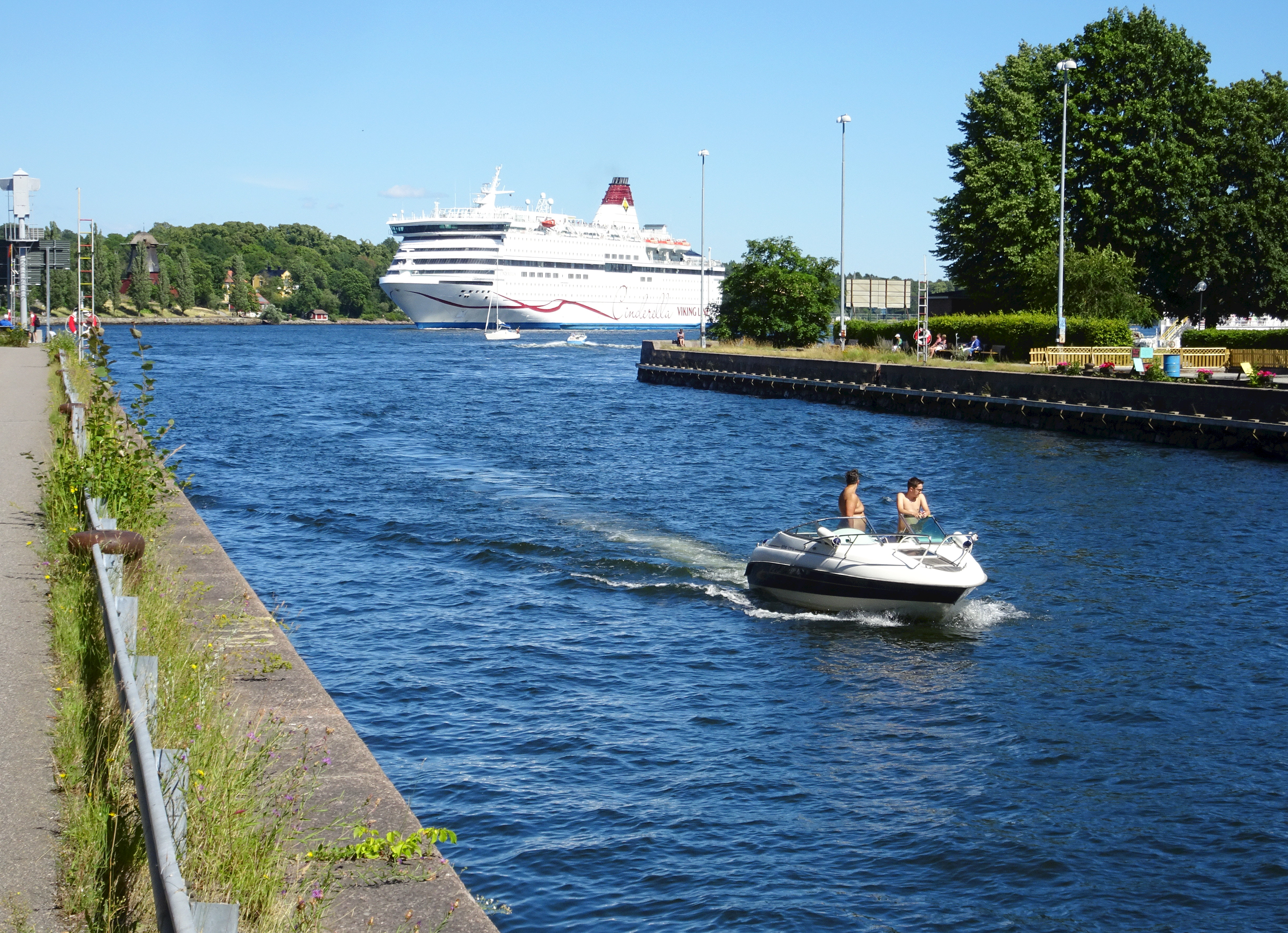
Danvikskanalen en juillet 2022.
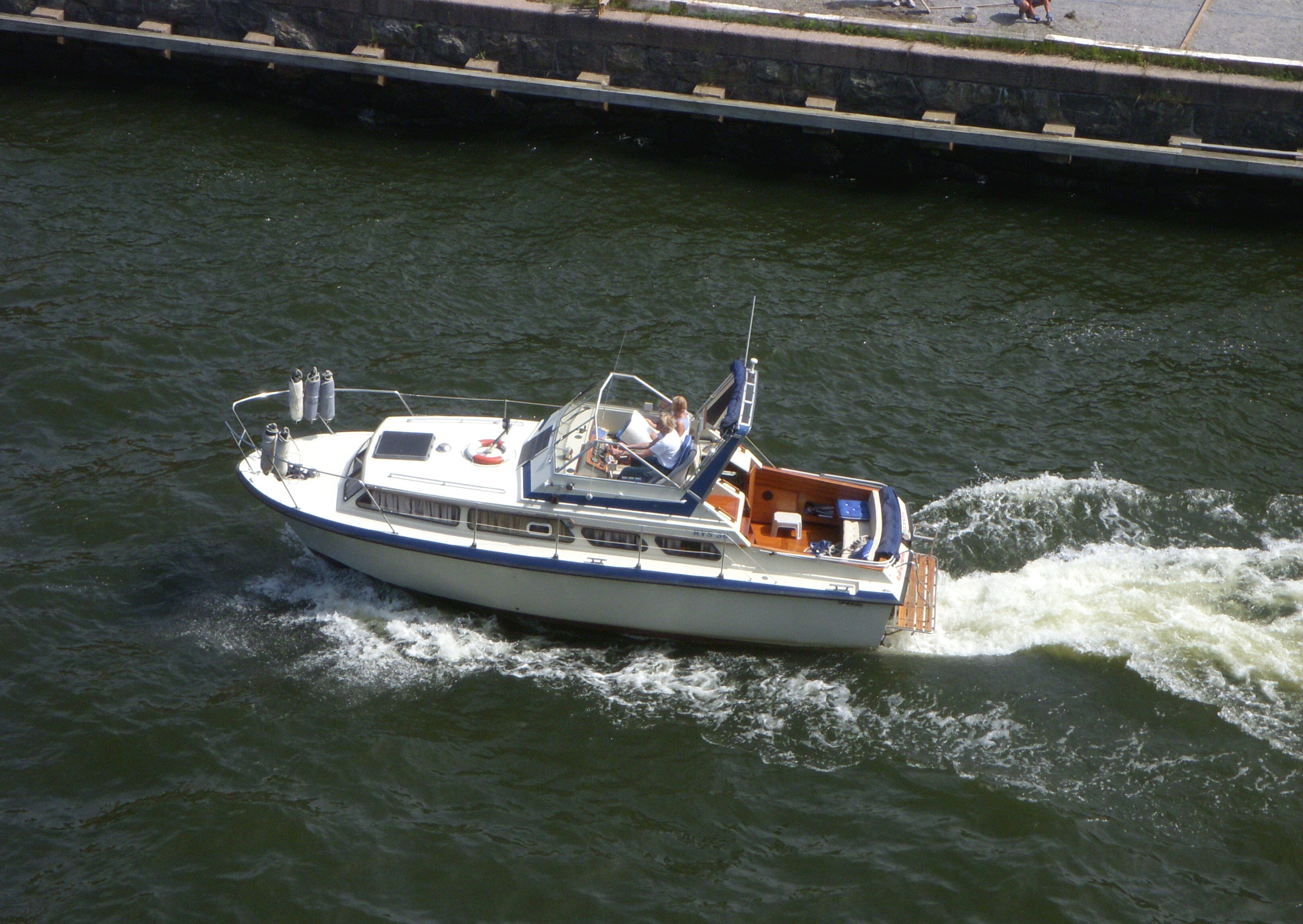
Bateau de plaisance dans le canal Danvik, 2011
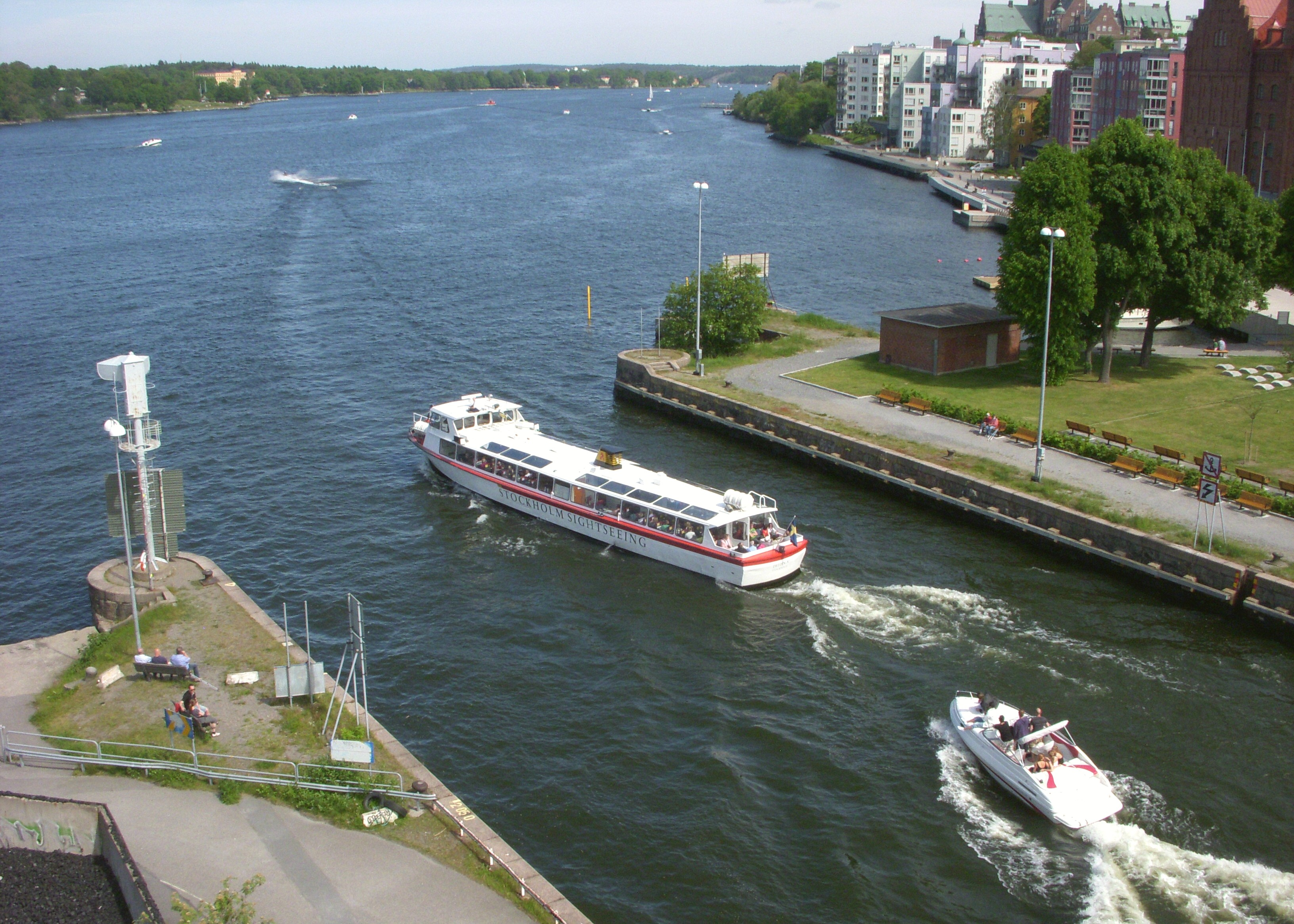
L'embouchure du canal Danvik dans le Saltsjön, 2011
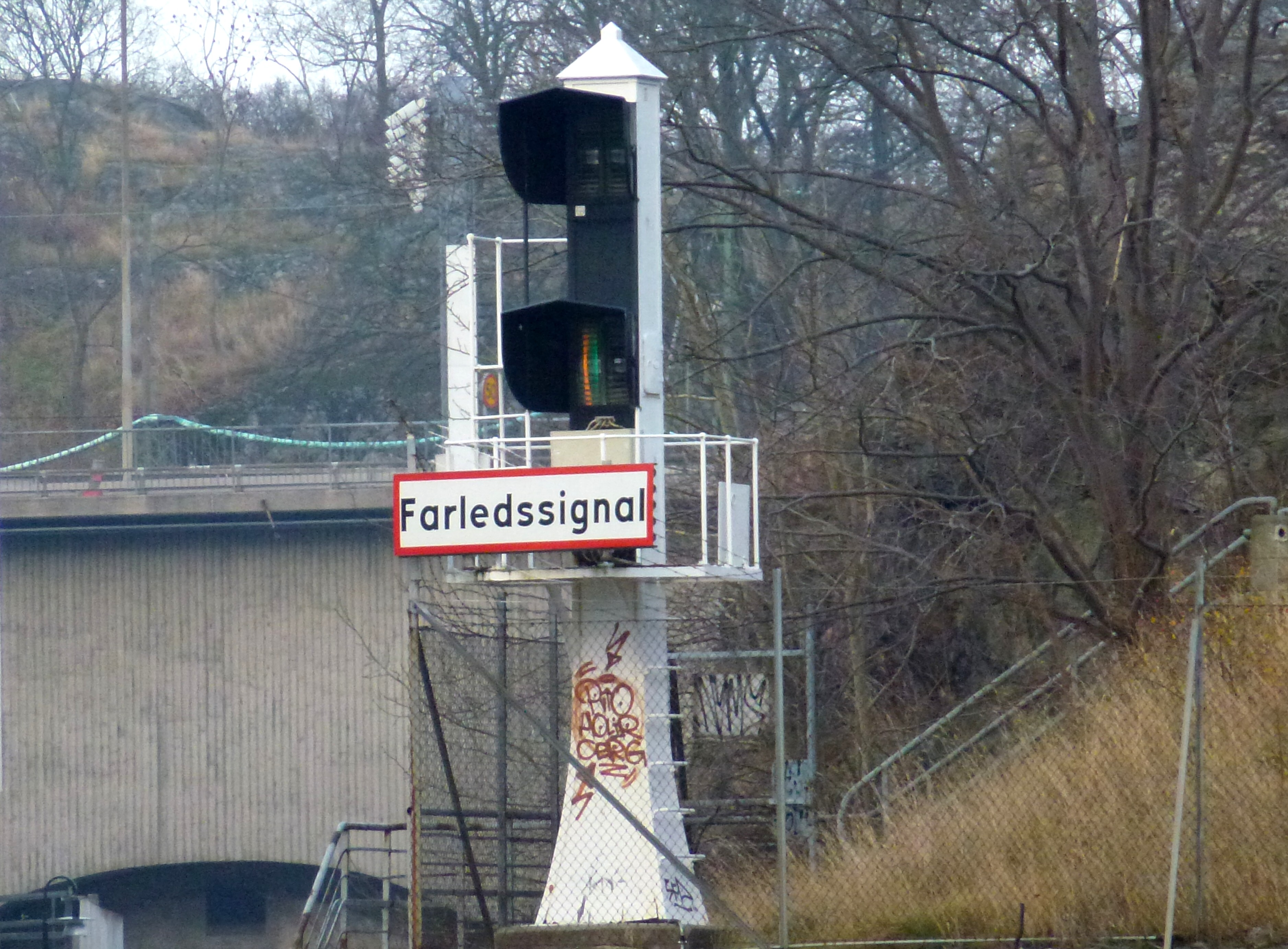
Signal du chenal du canal Danvik, 2012